# Rabastens-de-Bigorre
Pour les articles homonymes, voir Rabastens.
Rabastens-de-Bigorre [ʁabastɛ̃s də biɡɔʁə] est une commune française située dans le nord du département des Hautes-Pyrénées, en région Occitanie.
Sur le plan historique et culturel, la commune est dans l’ancien comté de Bigorre, comté historique des Pyrénées françaises et de Gascogne. Exposée à un climat de montagne, elle est drainée par le canal d'Alaric, l'Estéous et par divers autres petits cours d'eau. La commune possède un patrimoine naturel remarquable composé d'une zone naturelle d'intérêt écologique, faunistique et floristique.
Rabastens-de-Bigorre est une commune rurale qui compte 1 464 habitants en 2022. Elle fait partie de l'aire d'attraction de Tarbes. Ses habitants sont appelés les Rabastenais ou  Rabastenaises.

## Géographie

### Localisation
La commune de Rabastens-de-Bigorre se trouve dans le département des Hautes-Pyrénées, en région Occitanie.
Elle se situe à 19 km à vol d'oiseau de Tarbes, préfecture du département, et à 13 km de Maubourguet, bureau centralisateur du canton du Val d'Adour-Rustan-Madiranais dont dépend la commune depuis 2015 pour les élections départementales.
La commune fait en outre partie du bassin de vie de Vic-en-Bigorre.
Les communes les plus proches sont : 
Sarriac-Bigorre (1,9 km), Mingot (2,3 km), Lacassagne (3,3 km), Haget (3,7 km), Ségalas (3,7 km), Villecomtal-sur-Arros (4,3 km), Sénac (4,3 km), Beccas (4,8 km).
Sur le plan historique et culturel, Rabastens-de-Bigorre fait partie de l’ancien comté de Bigorre, comté historique des Pyrénées françaises et de Gascogne créé au IXe siècle puis rattaché au domaine royal en 1302, inclus ensuite au comté de Foix en 1425 puis une nouvelle fois rattaché au royaume de France en 1607. La commune est dans le pays de Tarbes et de la Haute Bigorre.

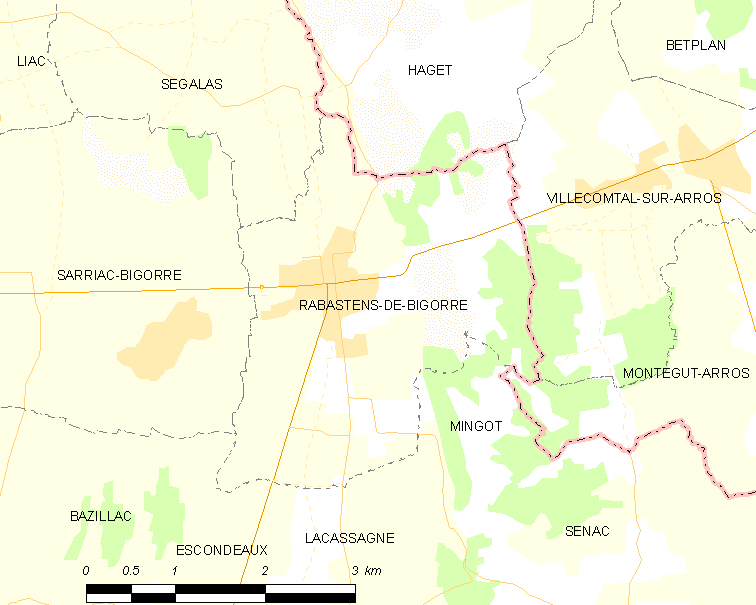
Carte de la commune de Rabastens-de-Bigorre et des proches communes.

| Ségalas              | Haget (Gers)         | Villecomtal-sur-Arros (Gers) |
| Sarriac-Bigorre      | Rabastens-de-Bigorre | Montégut-Arros (Gers)        |
| Bazillac, Escondeaux | Lacassagne           | Mingot                       |

### Hydrographie
Le ruisseau de l'Estéouxou traverse la commune du sud au nord et forme la limite est avec la commune de Mingot avant de rejoindre l'Estéous au lieu-dit Pécost de Haget.
     
Le ruisseau de l'Estéous, affluent droit de l'Adour, traverse la commune du sud au nord et forme la limite est avec la commune d'Haget (Gers).
    
Le ruisseau de  l'Ayguevive traverse la commune du sud au nord et forme la limite ouest avec la commune de Sarriac-Bigorre.

Les canaux d'Alaric et de la Galotte traversent[Quoi ?] la commune au centre bourg.

### Climat
Le climat est tempéré de type océanique, en raison de l'influence proche de l'océan Atlantique situé à peu près 150 km plus à l'ouest. La proximité des Pyrénées fait que la commune profite d'un effet de foehn, il peut aussi y neiger en hiver, même si cela reste inhabituel.
| Mois                              | jan.  | fév.  | mars  | avril | mai   | juin  | jui.  | août  | sep.  | oct.  | nov.  | déc.  | année   |
| --------------------------------- | ----- | ----- | ----- | ----- | ----- | ----- | ----- | ----- | ----- | ----- | ----- | ----- | ------- |
| Température minimale moyenne (°C) | 0,6   | 1,3   | 2,7   | 5,2   | 8,3   | 11,6  | 14,1  | 13,9  | 11,7  | 8     | 3,6   | 1,3   | 6,9     |
| Température moyenne (°C)          | 5,3   | 6,1   | 7,8   | 10    | 13,3  | 16,7  | 19,3  | 19    | 17,2  | 13,3  | 8,5   | 5,8   | 11,9    |
| Température maximale moyenne (°C) | 9,9   | 11    | 12,9  | 14,8  | 18,3  | 21,7  | 24,5  | 24    | 22,6  | 18,6  | 13,4  | 10,4  | 16,8    |
| Ensoleillement (h)                | 108,8 | 118,8 | 155,6 | 157,2 | 181,3 | 191,5 | 215,5 | 196,4 | 194,5 | 164,4 | 124,4 | 104,4 | 1 912,8 |
| Précipitations (mm)               | 112,8 | 97,5  | 100,2 | 105,7 | 113,6 | 80,7  | 57,3  | 70,3  | 71    | 85,2  | 93    | 112,1 | 1 099,4 |

### Milieux naturels et biodiversité

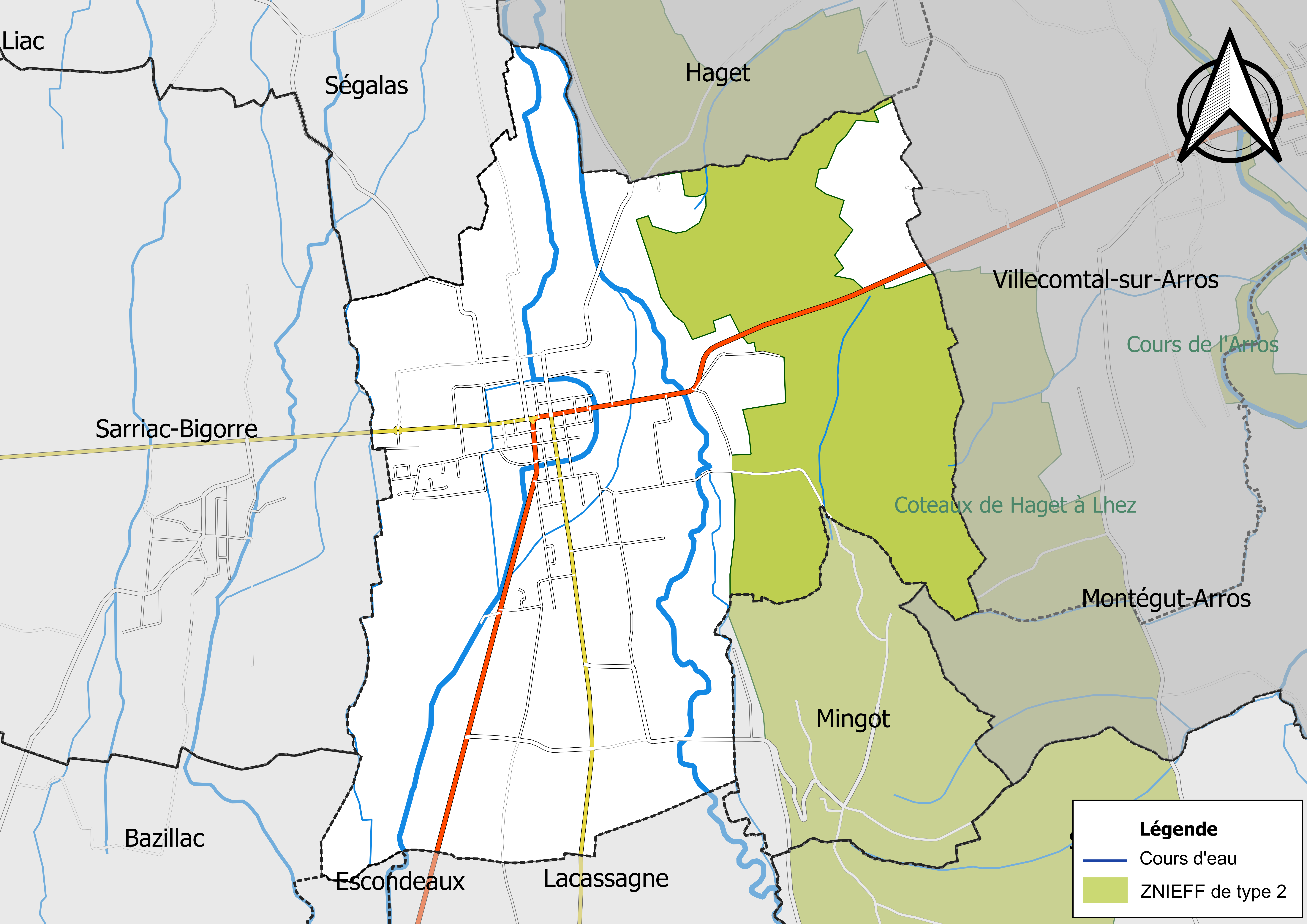
Carte de la ZNIEFF de type 2 localisée sur la commune.

L’inventaire des zones naturelles d'intérêt écologique, faunistique et floristique (ZNIEFF) a pour objectif de réaliser une couverture des zones les plus intéressantes sur le plan écologique, essentiellement dans la perspective d’améliorer la connaissance du patrimoine naturel national et de fournir aux différents décideurs un outil d’aide à la prise en compte de l’environnement dans l’aménagement du territoire.
Une ZNIEFF de type 2 est recensée sur la commune :
les « coteaux de Haget à Lhez » (4 261 ha), couvrant 32 communes dont quatre dans le Gers et 28 dans les Hautes-Pyrénées.

## Urbanisme

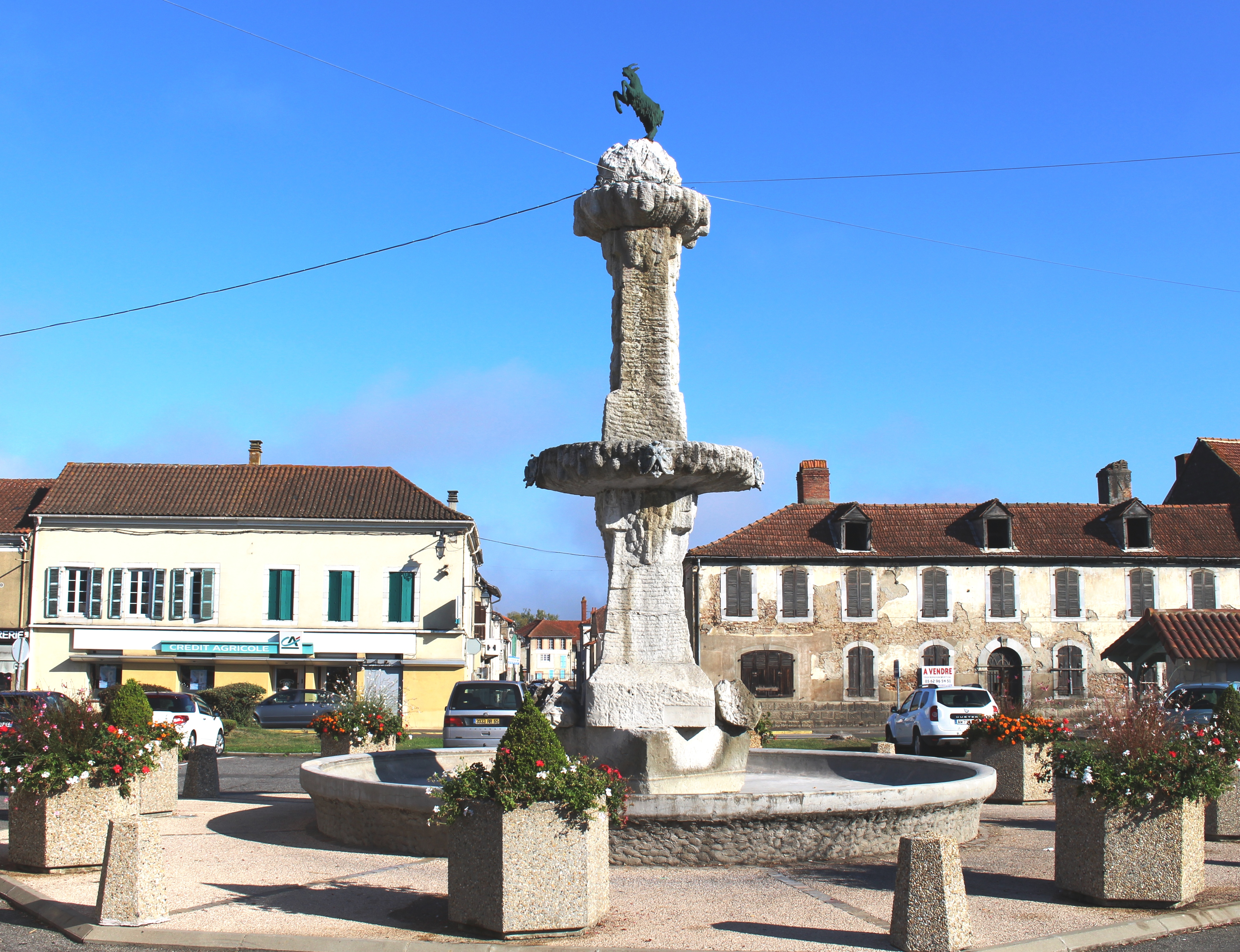
La fontaine sur la place du village.

### Typologie
Au 1er janvier 2024, Rabastens-de-Bigorre est catégorisée bourg rural, selon la nouvelle grille communale de densité à sept niveaux définie par l'Insee en 2022.
Elle est située hors unité urbaine. Par ailleurs la commune fait partie de l'aire d'attraction de Tarbes, dont elle est une commune de la couronne,. Cette aire, qui regroupe 153 communes, est catégorisée dans les aires de 50 000 à moins de 200 000 habitants,.

### Occupation des sols
L'occupation des sols de la commune, telle qu'elle ressort de la base de données européenne d’occupation biophysique des sols Corine Land Cover (CLC), est marquée par l'importance des territoires agricoles (73,2 % en 2018), en diminution par rapport à 1990 (80 %). La répartition détaillée en 2018 est la suivante : 
terres arables (47,2 %), zones agricoles hétérogènes (25,7 %), zones urbanisées (14,8 %), forêts (12,1 %), prairies (0,3 %).
L'IGN met par ailleurs à disposition un outil en ligne permettant de comparer l’évolution dans le temps de l’occupation des sols de la commune (ou de territoires à des échelles différentes). Plusieurs époques sont accessibles sous forme de cartes ou photos aériennes : la carte de Cassini (XVIIIe siècle), la carte d'état-major (1820-1866) et la période actuelle (1950 à aujourd'hui).

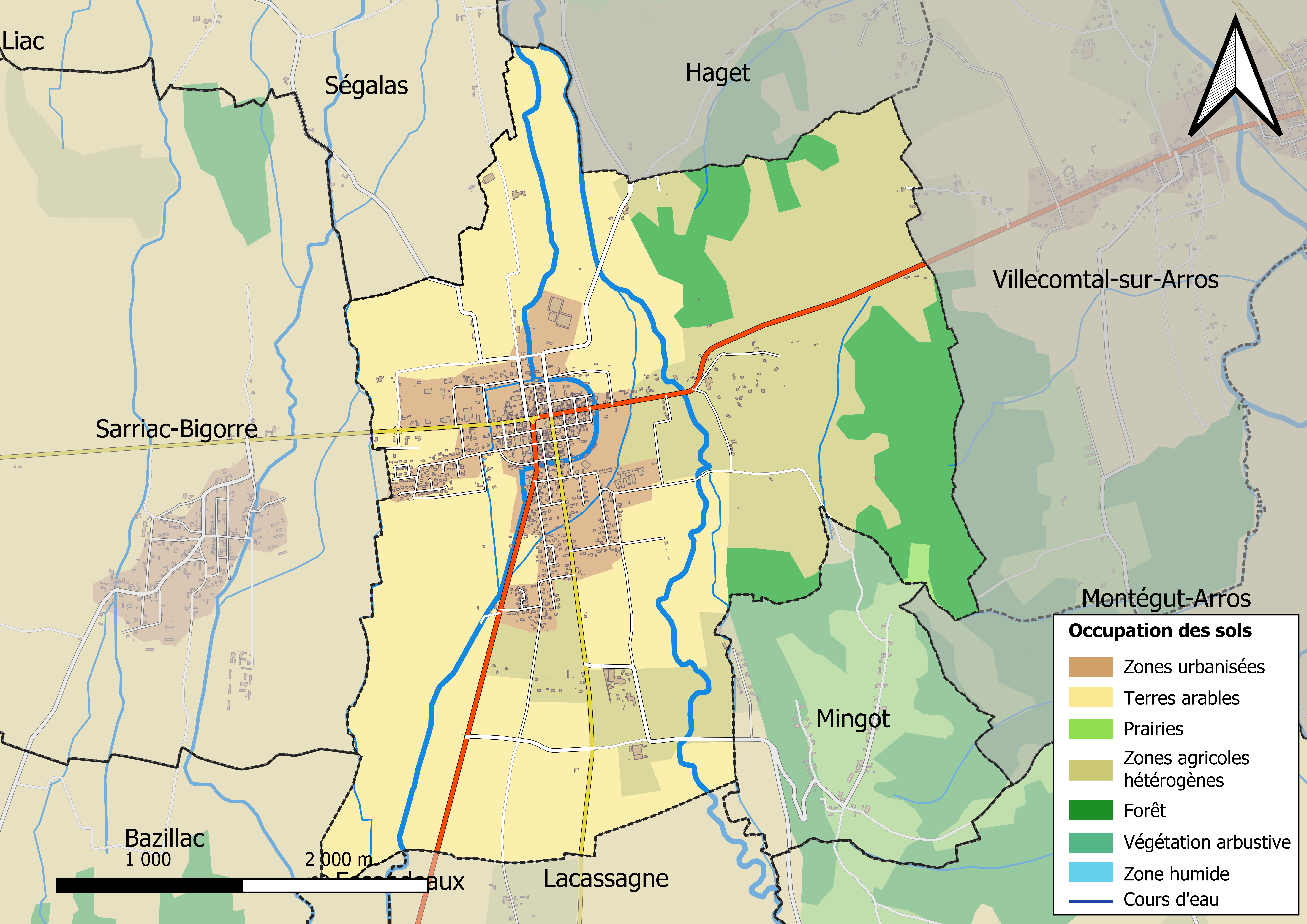
Carte des infrastructures et de l'occupation des sols en 2018 (CLC) de la commune.
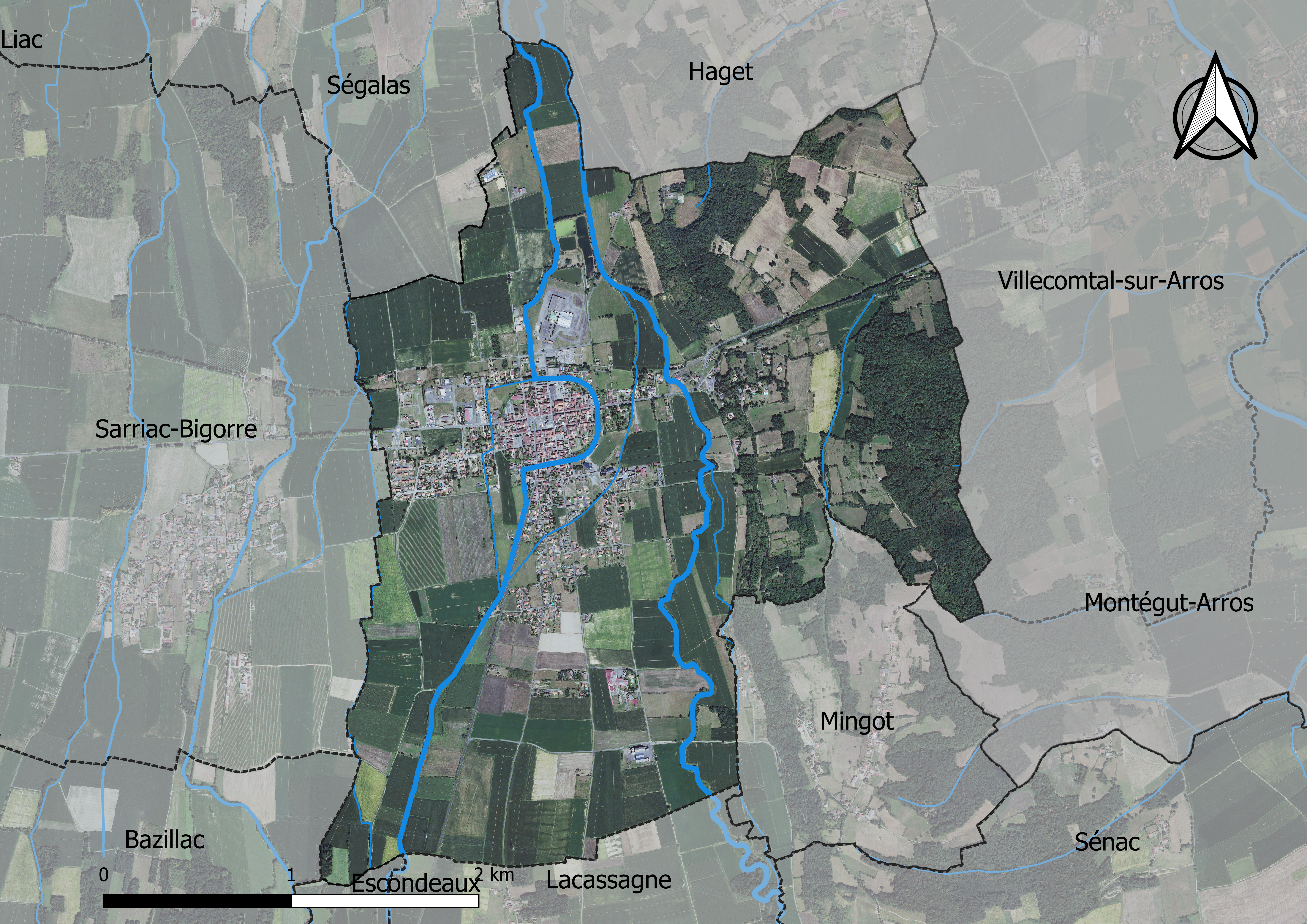
Carte orthophotogrammétrique de la commune.

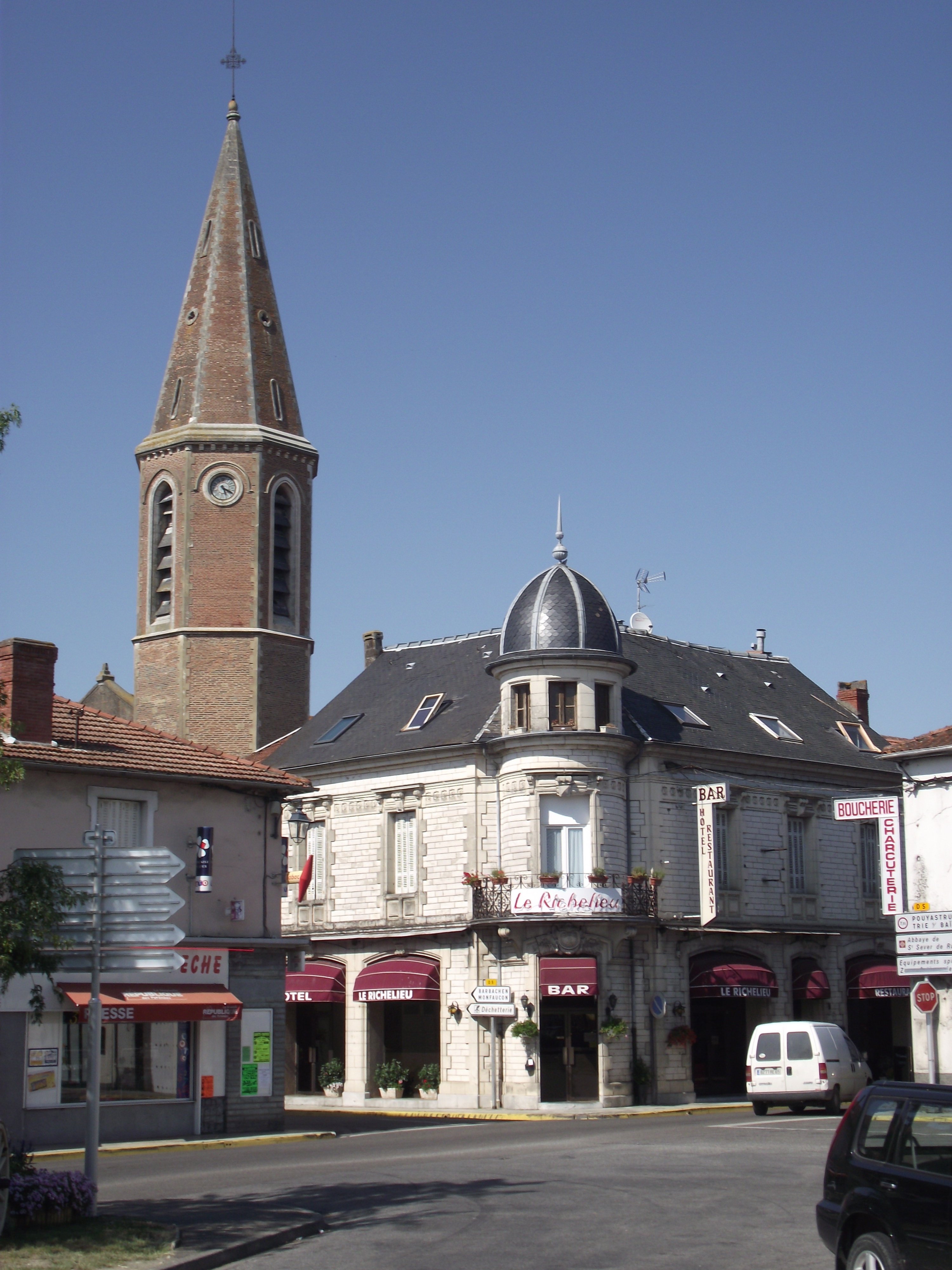
Clocher de l'église Saint-Louis et hôtel Le Richelieu.

### Logement
En 2012, le nombre total de logements dans la commune est de 722.

Parmi ces logements, 83,9 % sont des résidences principales, 1,0 % des résidences secondaires et 15,1 % des logements vacants.

### Voies de communication et transports

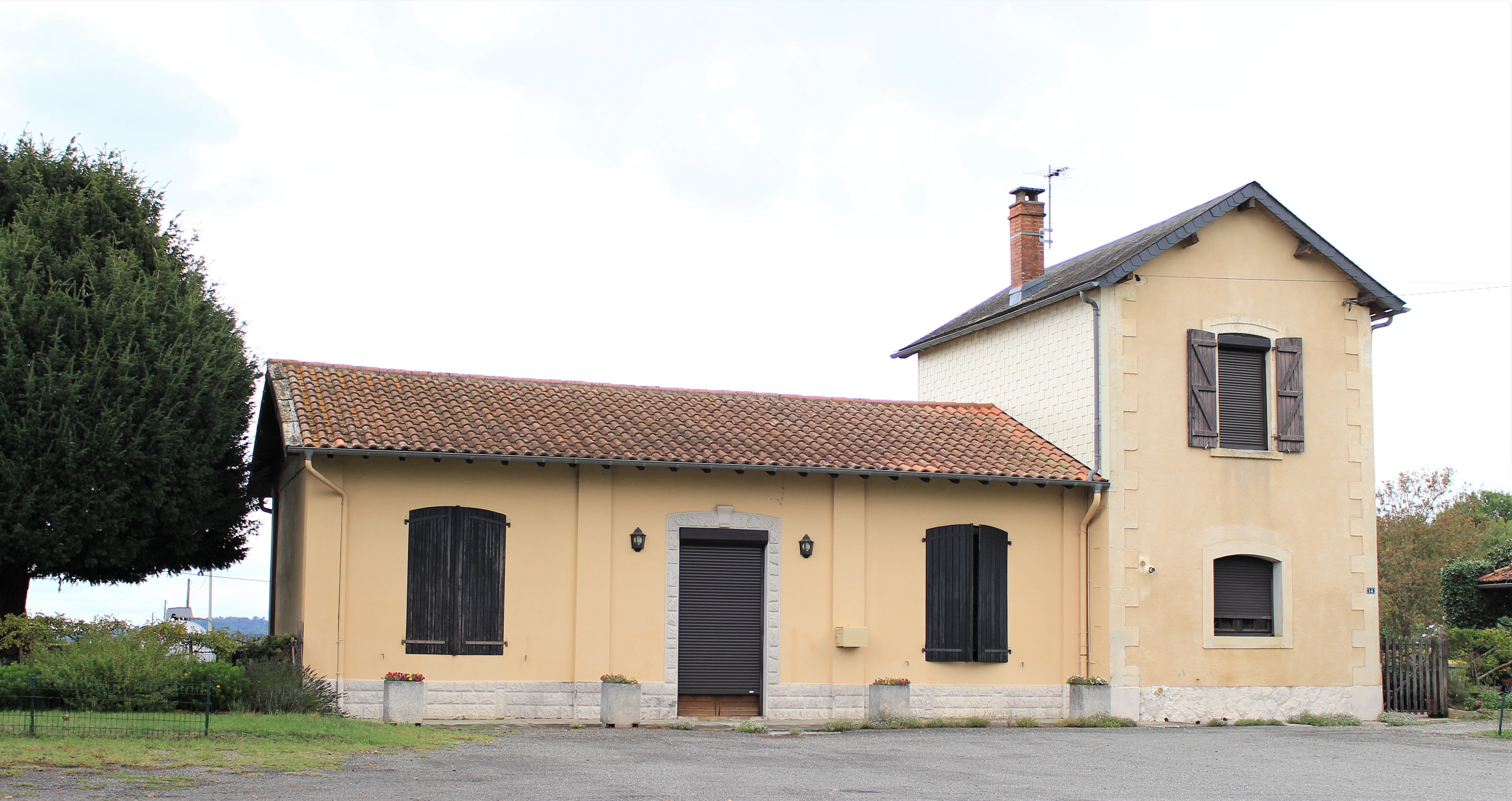
Ancienne gare de Rabastens-de-Bigorre sur la ligne de Bon-Encontre à Vic-en-Bigorre.

Cette commune est desservie par la route nationale N 21 et la route départementale D 934 et par les routes départementales D 5 et D 6.

### Risques majeurs

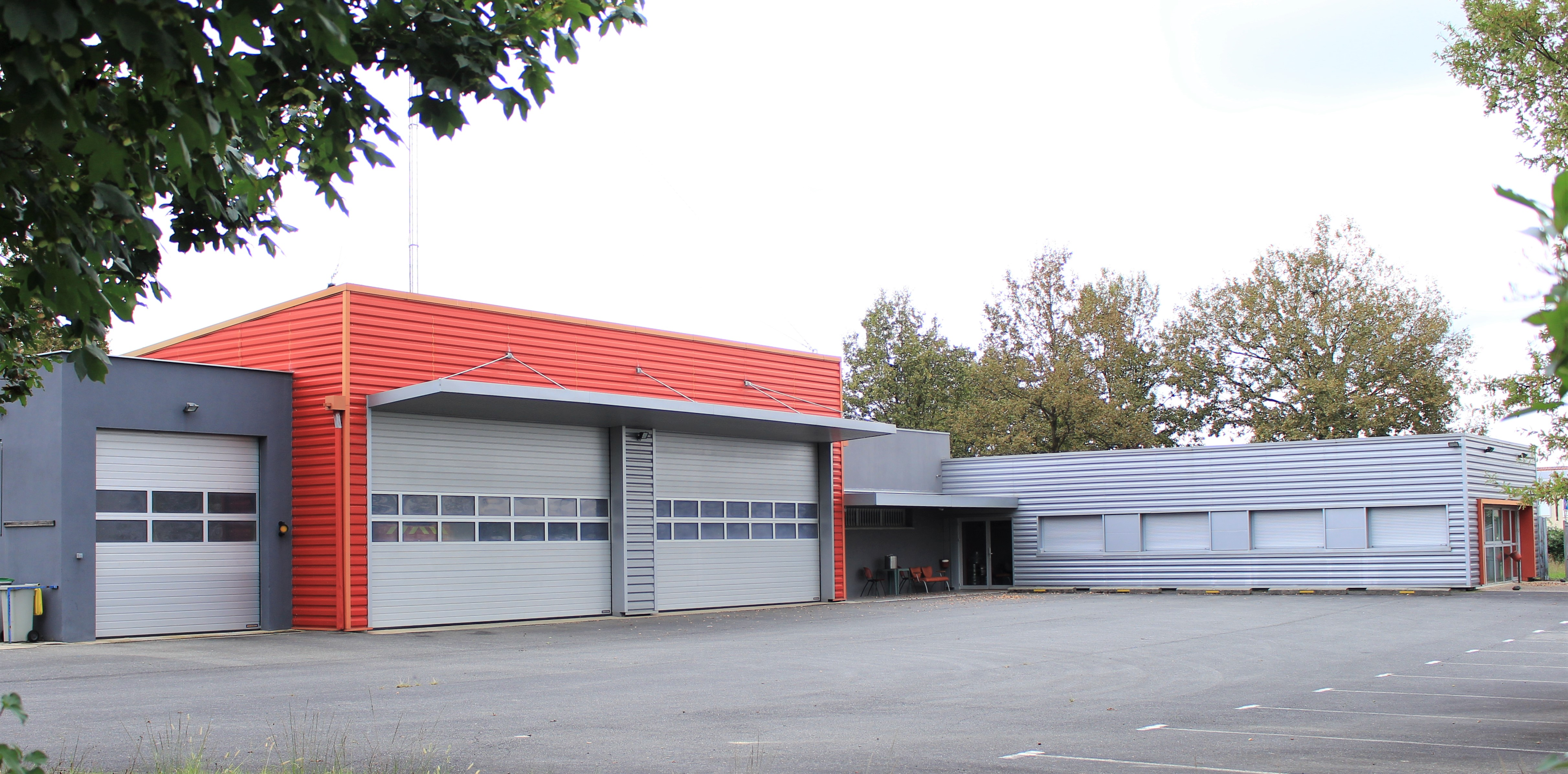
Le centre de secours.

Le territoire de la commune de Rabastens-de-Bigorre est vulnérable à différents aléas naturels : météorologiques (tempête, orage, neige, grand froid, canicule ou sécheresse), inondations, mouvements de terrains et séisme (sismicité modérée). Un site publié par le BRGM permet d'évaluer simplement et rapidement les risques d'un bien localisé soit par son adresse soit par le numéro de sa parcelle.
Certaines parties du territoire communal sont susceptibles d’être affectées par le risque d’inondation par débordement de cours d'eau, notamment le canal d'Alaric et l'Estéous. La cartographie des zones inondables en ex-Midi-Pyrénées réalisée dans le cadre du XIe Contrat de plan État-région, visant à informer les citoyens et les décideurs sur le risque d’inondation, est accessible sur le site de la DREAL Occitanie. La commune a été reconnue en état de catastrophe naturelle au titre des dommages causés par les inondations et coulées de boue survenues en 1982, 1993, 1999, 2000 et 2009 et au titre des inondations par remontée de nappe en 2018,.
Rabastens-de-Bigorre est exposée au risque de feu de forêt. Un plan départemental de protection des forêts contre les incendies a été approuvé par arrêté préfectoral le 21 avril 2020 pour la période 2020-2029. Le précédent couvrait la période 2007-2017. L’emploi du feu est régi par deux types de réglementations. D’abord le code forestier et l’arrêté préfectoral du 27 octobre 2014, qui réglementent l’emploi du feu à moins de 200 m des espaces naturels combustibles sur l’ensemble du département. Ensuite celle établie dans le cadre de la lutte contre la pollution de l’air, qui interdit le brûlage des déchets verts des particuliers. L’écobuage est quant à lui réglementé dans le cadre de commissions locales d’écobuage (CLE)

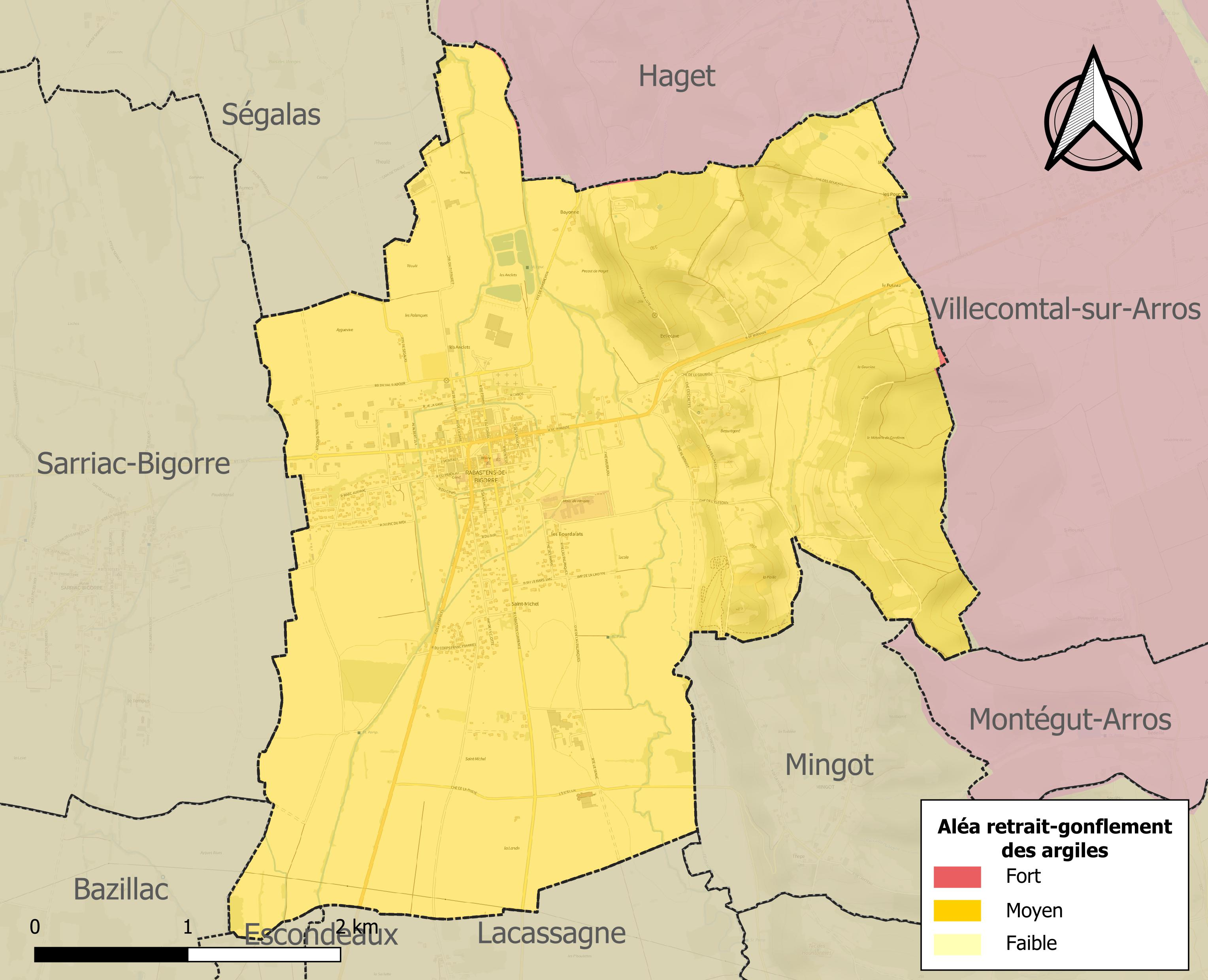
Carte des zones d'aléa retrait-gonflement des sols argileux de Rabastens-de-Bigorre.

Les mouvements de terrains susceptibles de se produire sur la commune sont des tassements différentiels.
Le retrait-gonflement des sols argileux est susceptible d'engendrer des dommages importants aux bâtiments en cas d’alternance de périodes de sécheresse et de pluie. La totalité de la commune est en aléa moyen ou fort (44,5 % au niveau départemental et 48,5 % au niveau national). Sur les 628 bâtiments dénombrés sur la commune en 2019, 628 sont en aléa moyen ou fort, soit 100 %, à comparer aux 75 % au niveau départemental et 54 % au niveau national. Une cartographie de l'exposition du territoire national au retrait gonflement des sols argileux est disponible sur le site du BRGM,.
Par ailleurs, afin de mieux appréhender le risque d’affaissement de terrain, l'inventaire national des cavités souterraines permet de localiser celles situées sur la commune.
Concernant les mouvements de terrains, la commune a été reconnue en état de catastrophe naturelle au titre des dommages causés par des mouvements de terrain en 1999.

## Toponymie

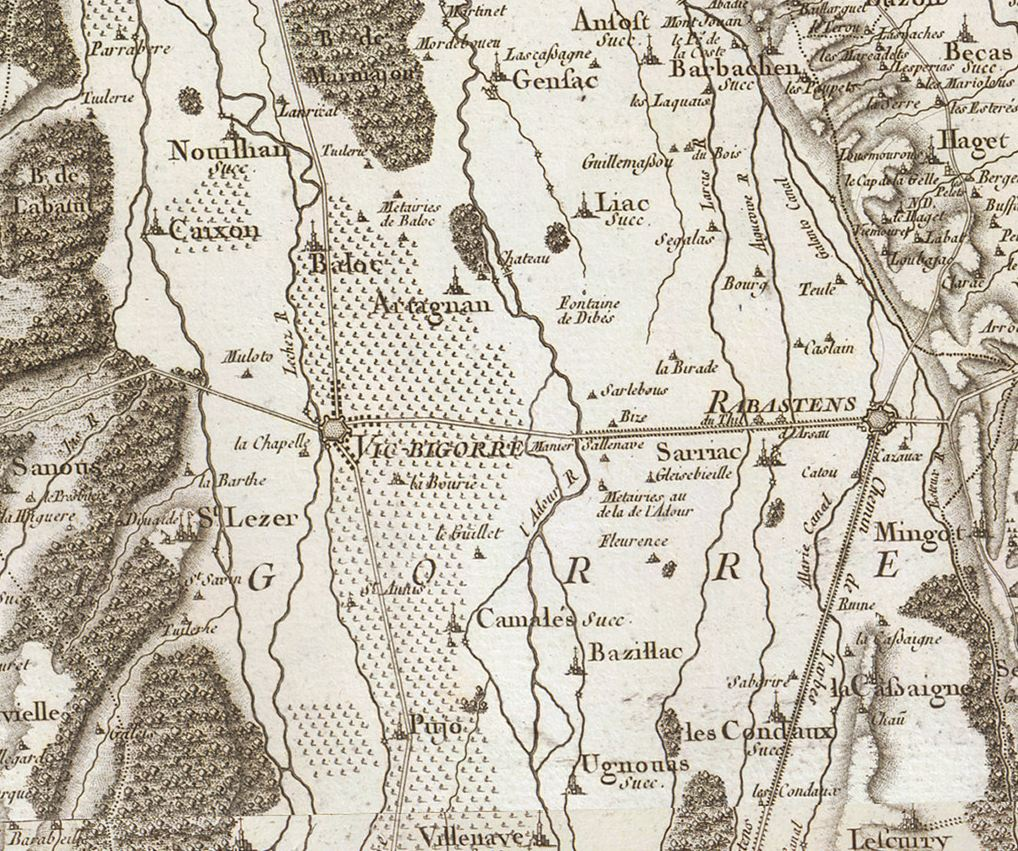
Extrait de la carte de Cassini (entre 1756 et 1789) situant Rabastens-de-Bigorre.

On trouvera les principales informations dans le Dictionnaire toponymique des communes des Hautes-Pyrénées de Michel Grosclaude et Jean-François Le Nail qui rapporte les dénominations historiques du village :
Dénominations historiques :
- De Rabastenchis Bigorre, latin (1313, Debita regi Navarre) ;
- De Rebastenxis, latin (1342, pouillé Tarbes) ;
- de Rapistagno, latin (1379, procuration Tarbes) ;
- la biela d-a-Rebastenx, Rabastenx, de Rabastenx, Rebastenx (1429, censier Bigorre) ;
- Rabastens (fin XVIIIe siècle, carte de Cassini).

Étymologie : transfert de Rabastens (Tarn).
Nom occitan : Rabastens.

## Histoire
La bastide de Rabastens est fondée par le sénéchal Guillaume de Rabastens le 13 février 1306. L'église gothique construite dans les décennies suivantes, est un des rares éléments architecturaux de l'époque qui soit encore visible à Rabastens.
En juillet 1570, Blaise de Montluc, lieutenant du roi, fait le siège de Rabastens alors occupé par les protestants de la reine de Navarre. Défiguré par un tir d'arquebuse, Montluc demande une trêve et promet la vie sauve aux habitants de Rabastens, parole qu’il trahit en les massacrant sitôt introduit dans le château le 23 juillet 1570. Il garde le surnom de lou nase de Rabastens.
En 1594, le château et les fortifications sont détruits.
Le 8 avril 1962, Rabastens devient Rabastens-de-Bigorre.

### Cadastre napoléonien de Rabastens-de-Bigorre
Le plan cadastral napoléonien de Rabastens-de-Bigorre est consultable sur le site des archives départementales des Hautes-Pyrénées.

## Politique et administration

### Liste des maires

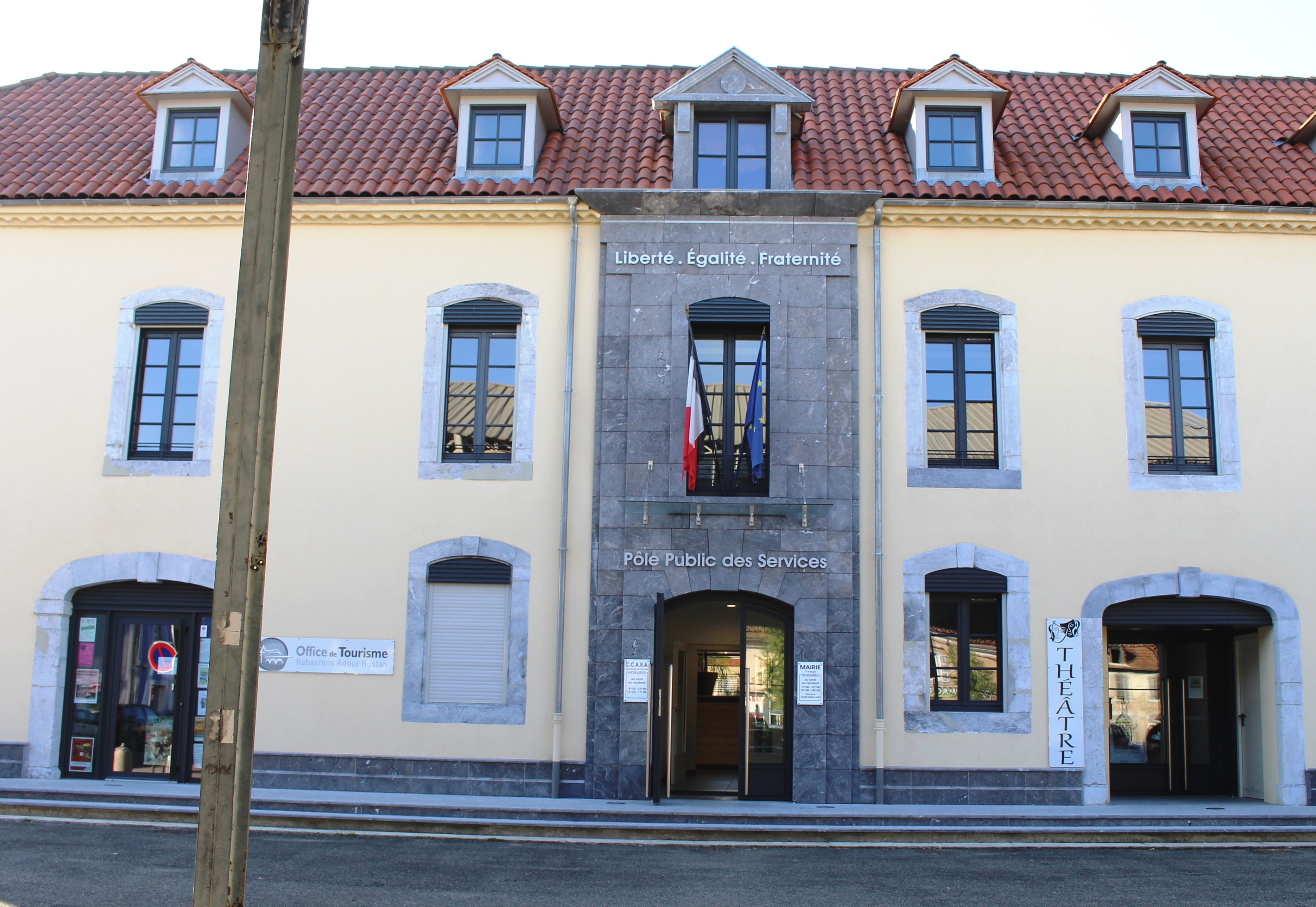
La mairie en 2016.

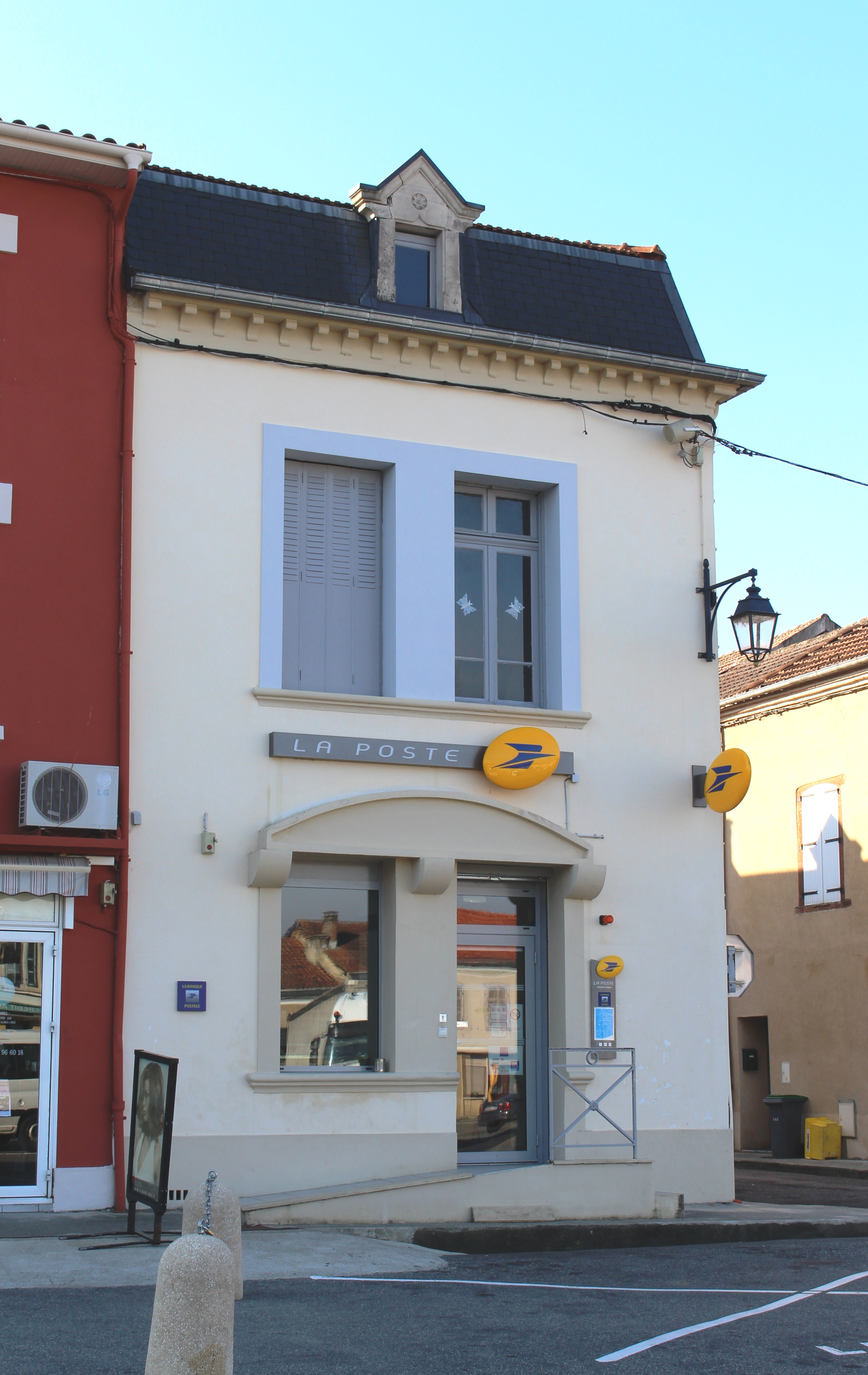
La Poste en 2016.

| Période                                  | Période   | Identité            | Étiquette | Qualité                                |
| ---------------------------------------- | --------- | ------------------- | --------- | -------------------------------------- |
| Les données manquantes sont à compléter. |           |                     |           |                                        |
|                                          |           |                     |           |                                        |
| 1971                                     | mars 1989 | Jean-Bernard Gissot | RPR       |                                        |
| mars 1989                                | mars 2008 | Pierre Lalanne      | PS        | Conseiller général de 1998 à 2008      |
| mars 2008                                | mai 2020  | Alain Guillouet     | SE        |                                        |
| mai 2020                                 | En cours  | Véronique Thirault  | SE        | Conseillère départementale depuis 2021 |

### Rattachements administratifs et électoraux

#### Historique administratif
Sénéchaussée de Bigorre, quarteron de Rabastens, chef-lieu de canton (depuis 1790).Escondeaux, quartier de Rabastens, commune en 1790, est rattachée à Rabastens entre 1791 et 1801, puis érigée en commune en 1845. Rabastens prend en 1962 le nom de Rabastens-de-Bigorre.

#### Intercommunalité
Rabastens-de-Bigorre aappartient à la communauté de communes Adour Madiran créée en janvier 2017 qui a la particularité de réunir 72 communes de Bigorre et Béarn.

### Services publics
La commune de Rabastens-de-Bigorre dispose d'une agence postale.

## Population et société

### Démographie

#### Évolution démographique
| 1793 | 1800 | 1806 | 1821  | 1831  | 1836  | 1841  | 1846  | 1851  |
| ---- | ---- | ---- | ----- | ----- | ----- | ----- | ----- | ----- |
| 622  | 873  | 796  | 1 380 | 1 374 | 1 505 | 1 582 | 1 310 | 1 320 |

| 1856  | 1861  | 1866  | 1876  | 1881  | 1886  | 1891  | 1896  | 1901  |
| ----- | ----- | ----- | ----- | ----- | ----- | ----- | ----- | ----- |
| 1 321 | 1 266 | 1 325 | 1 282 | 1 290 | 1 241 | 1 201 | 1 156 | 1 108 |

| 1906  | 1911  | 1921 | 1926 | 1931 | 1936 | 1946 | 1954 | 1962  |
| ----- | ----- | ---- | ---- | ---- | ---- | ---- | ---- | ----- |
| 1 102 | 1 089 | 952  | 958  | 944  | 911  | 954  | 918  | 1 050 |

| 1968  | 1975  | 1982  | 1990  | 1999  | 2006  | 2008  | 2013  | 2018  |
| ----- | ----- | ----- | ----- | ----- | ----- | ----- | ----- | ----- |
| 1 083 | 1 082 | 1 299 | 1 284 | 1 336 | 1 398 | 1 415 | 1 478 | 1 444 |

| 2022  | - | - | - | - | - | - | - | - |
| ----- | - | - | - | - | - | - | - | - |
| 1 464 | - | - | - | - | - | - | - | - |

### Enseignement

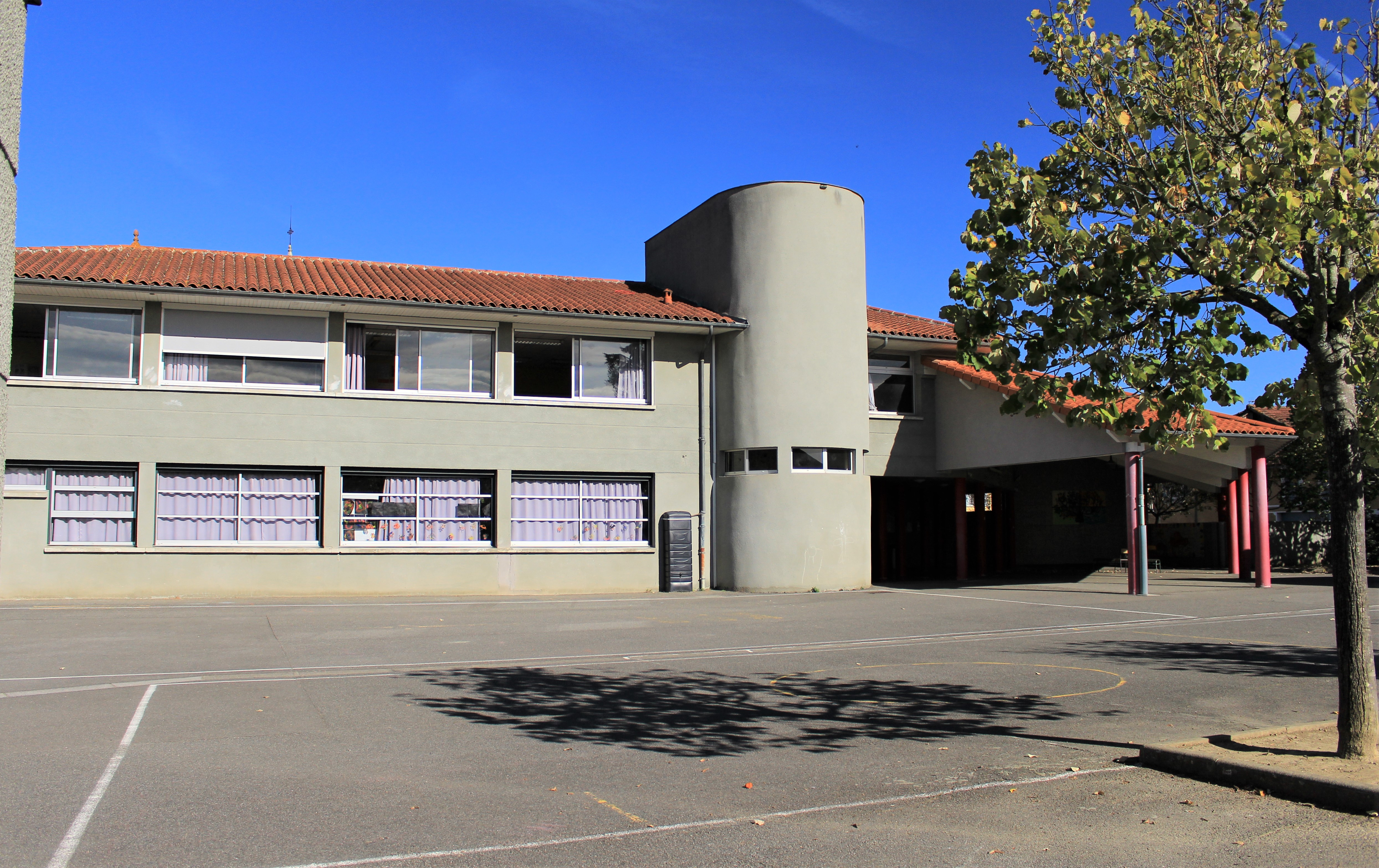
L’école maternelle en 2022.

La commune dépend de l'académie de Toulouse. Elle dispose d’une école en 2017.
- École primaire Jacques Prévert.

### Sports
- : Rabastens-de-Bigorre possède un club de rugby à XV : le Rabastens XV.
  - champion de France de 2e série en 2015 ;
  - champion Armagnac Bigorre Promotion d'Honneur : 1997, 2009, 2018 ;
  - champion Armagnac Bigorre 2e série : 1959, 2015 ;
  - champion Armagnac Bigorre 3e série : 2004 ;
  - champion Armagnac Bigorre 4e série : 1966, 2006.

Sélection de vues des équipements sportifs
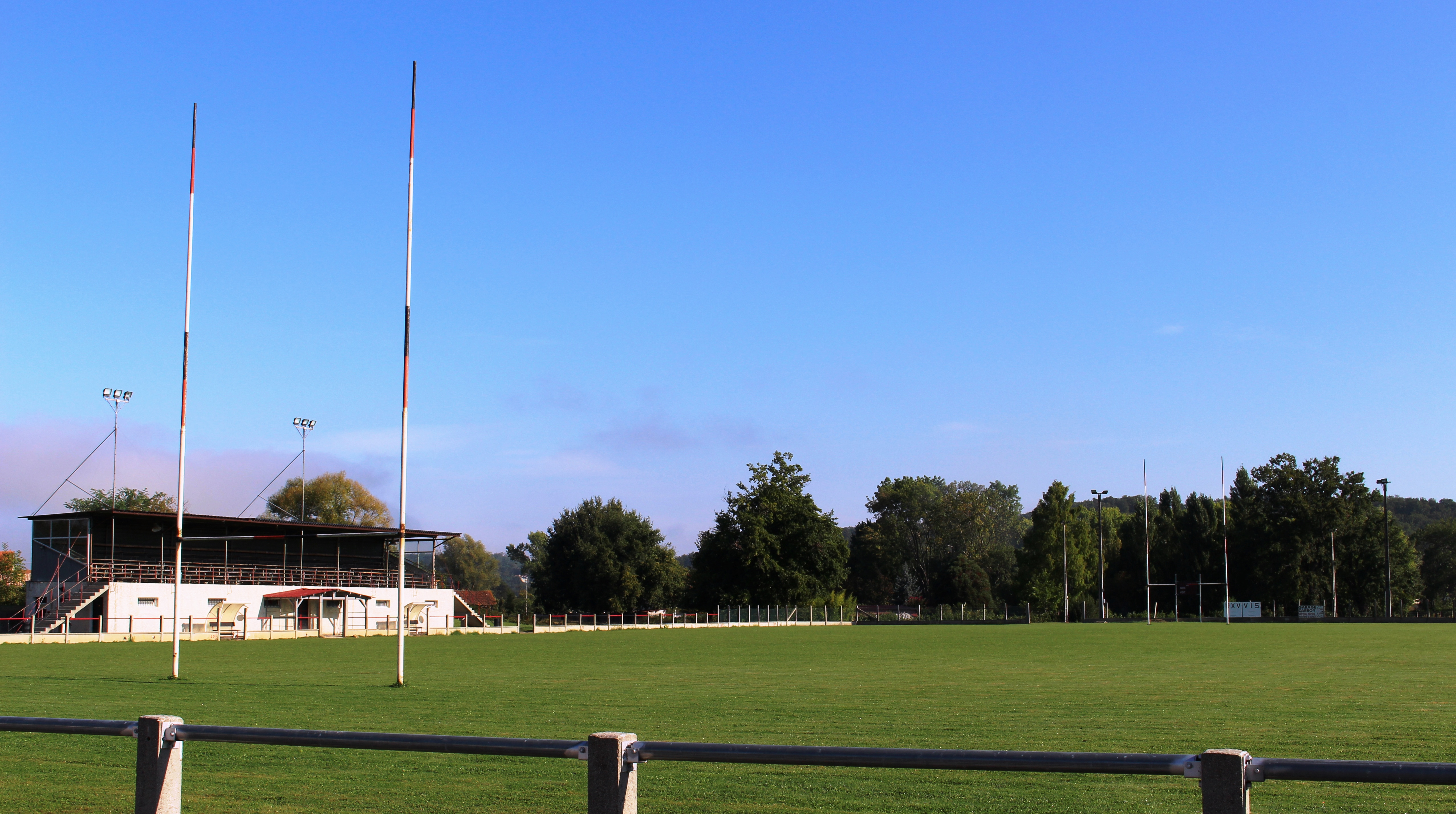
Le stade de rugby.
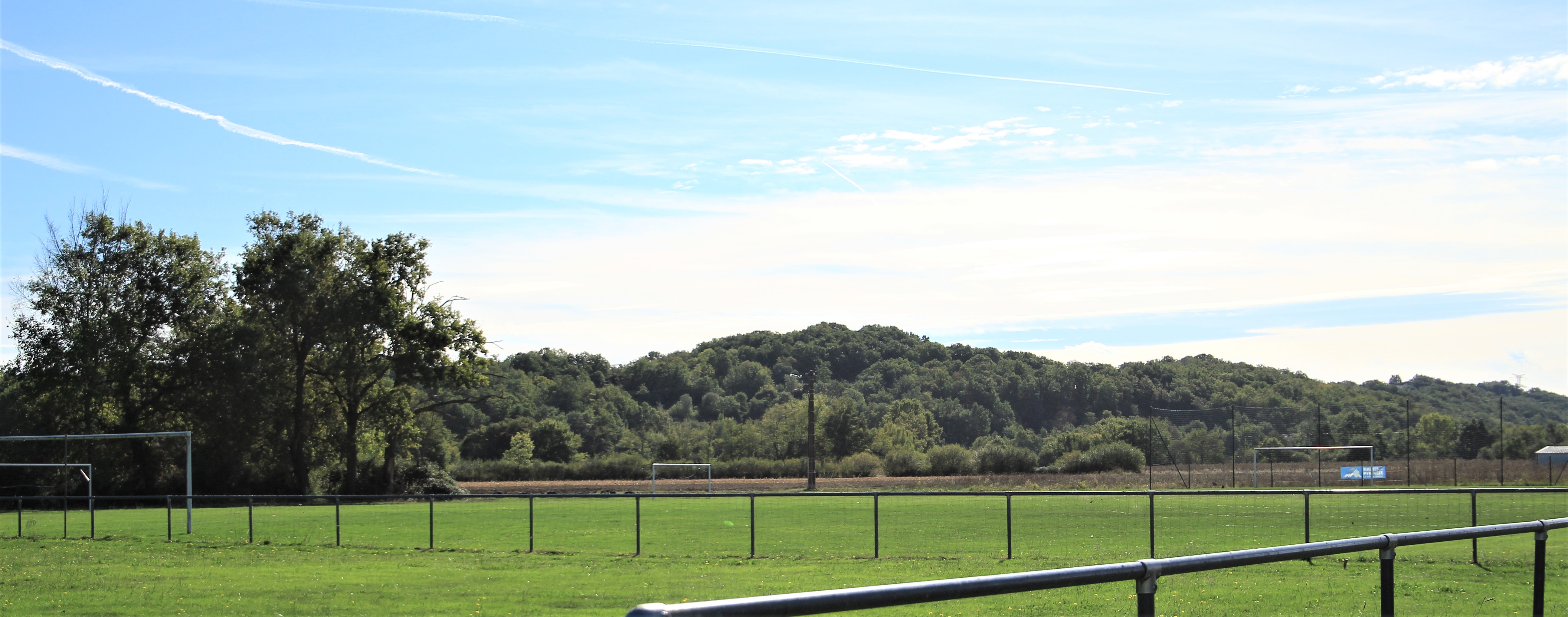
Le stade de football Fernand-Barbe.
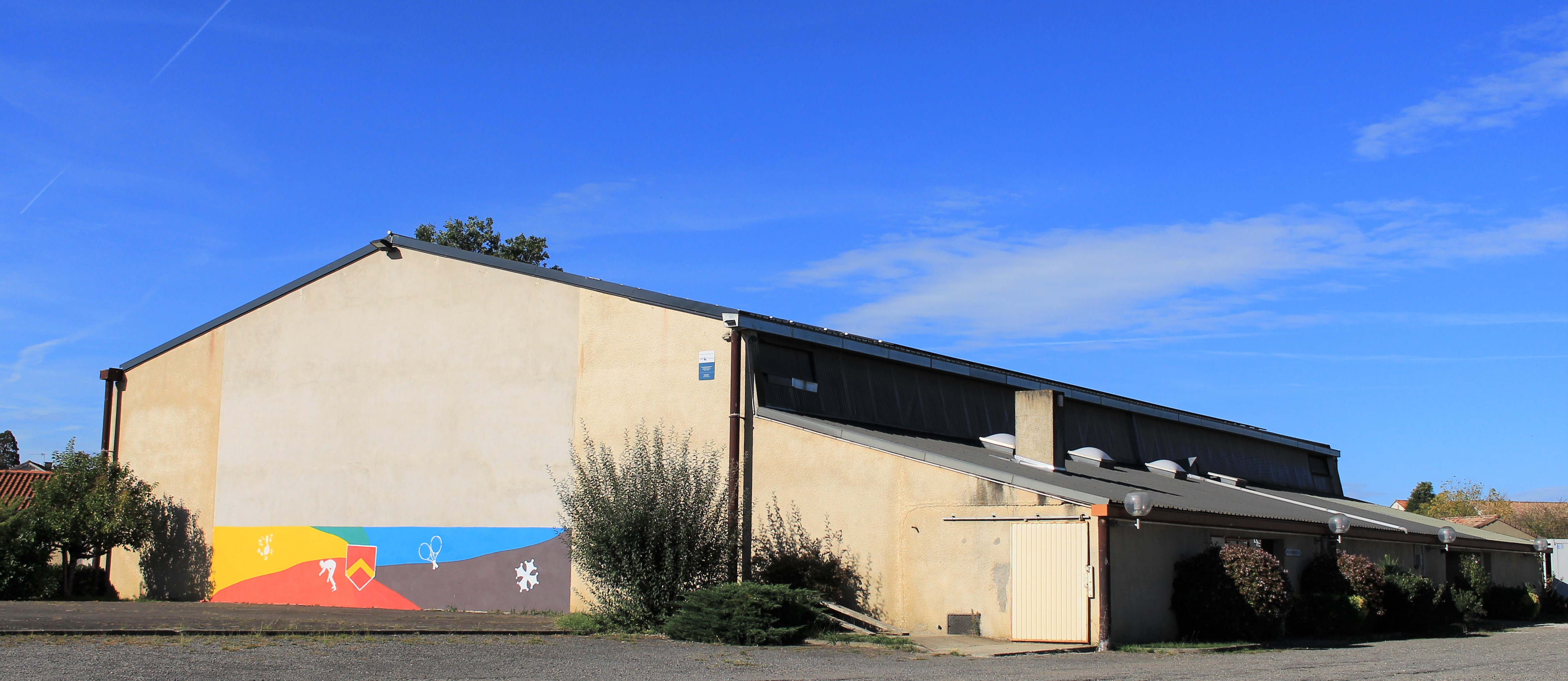
Le gymnase.

## Économie

### Revenus
En 2018, la commune compte 598 ménages fiscaux, regroupant 1 272 personnes. La médiane du revenu disponible par unité de consommation est de 19 160 € (20 420 € dans le département).

### Emploi
|                | 2008  | 2013   | 2018   |
| -------------- | ----- | ------ | ------ |
| Commune        | 9,2 % | 10,1 % | 11,3 % |
| Département    | 7,7 % | 9,4 %  | 9,8 %  |
| France entière | 8,3 % | 10 %   | 10 %   |

En 2018, la population âgée de 15 à 64 ans s'élève à 772 personnes, parmi lesquelles on compte 74 % d'actifs (62,7 % ayant un emploi et 11,3 % de chômeurs) et 26 % d'inactifs,. Depuis 2008, le taux de chômage communal (au sens du recensement) des 15-64 ans est supérieur à celui de la France et du département.
La commune fait partie de la couronne de l'aire d'attraction de Tarbes, du fait qu'au moins 15 % des actifs travaillent dans le pôle,. Elle compte 478 emplois en 2018, contre 535 en 2013 et 605 en 2008. Le nombre d'actifs ayant un emploi résidant dans la commune est de 488, soit un indicateur de concentration d'emploi de 98 % et un taux d'activité parmi les 15 ans ou plus de 46,9 %.
Sur ces 488 actifs de 15 ans ou plus ayant un emploi, 134 travaillent dans la commune, soit 28 % des habitants. Pour se rendre au travail, 86,3 % des habitants utilisent un véhicule personnel ou de fonction à quatre roues, 0,8 % les transports en commun, 7,7 % s'y rendent en deux-roues, à vélo ou à pied et 5,1 % n'ont pas besoin de transport (travail au domicile).

### Activités

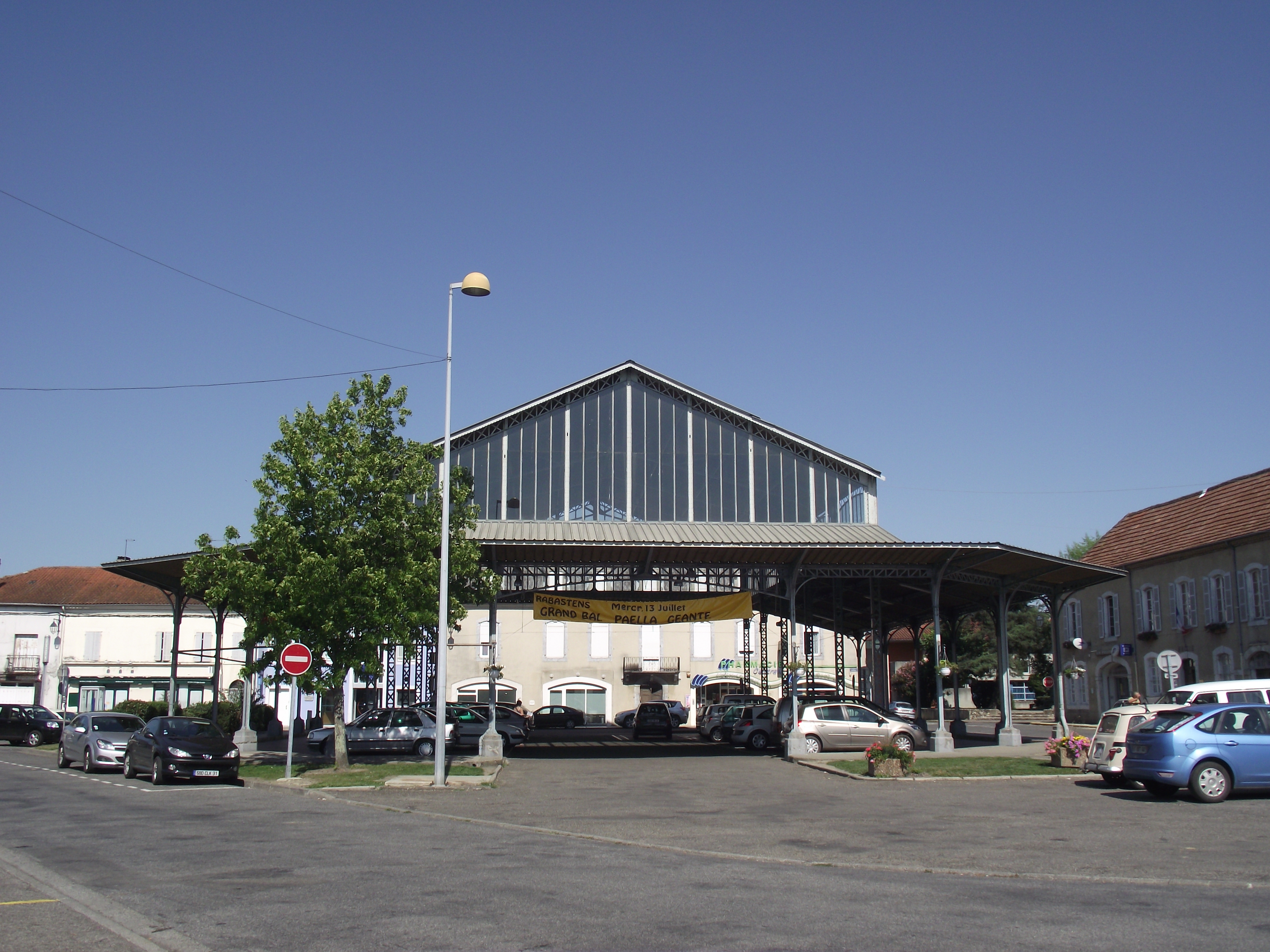
Halle de Rabastens-de-Bigorre.

Rabastens accueille un important marché aux bestiaux, le quatrième au niveau national et le premier pour la région, spécialisé dans les répoupés (veaux élevés sous la mère).

## Culture locale et patrimoine

### Lieux et monuments
- L'église Saint-Louis est le seul vestige de la bastide originelle.
- Le monument aux morts municipal, œuvre de Firmin Michelet.

Sélection de vues de lieux et monuments de la commune.
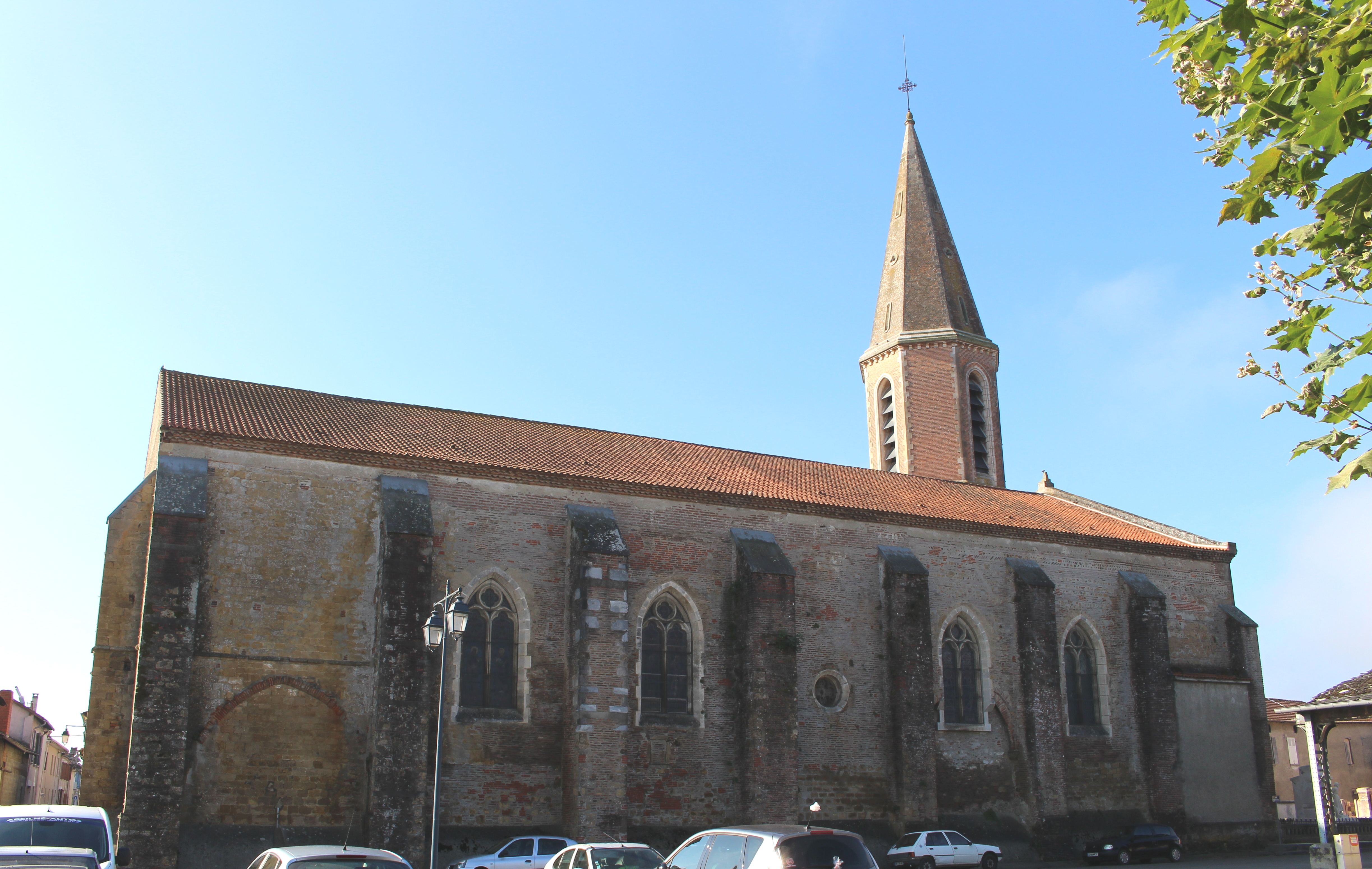
L'église Saint-Louis.
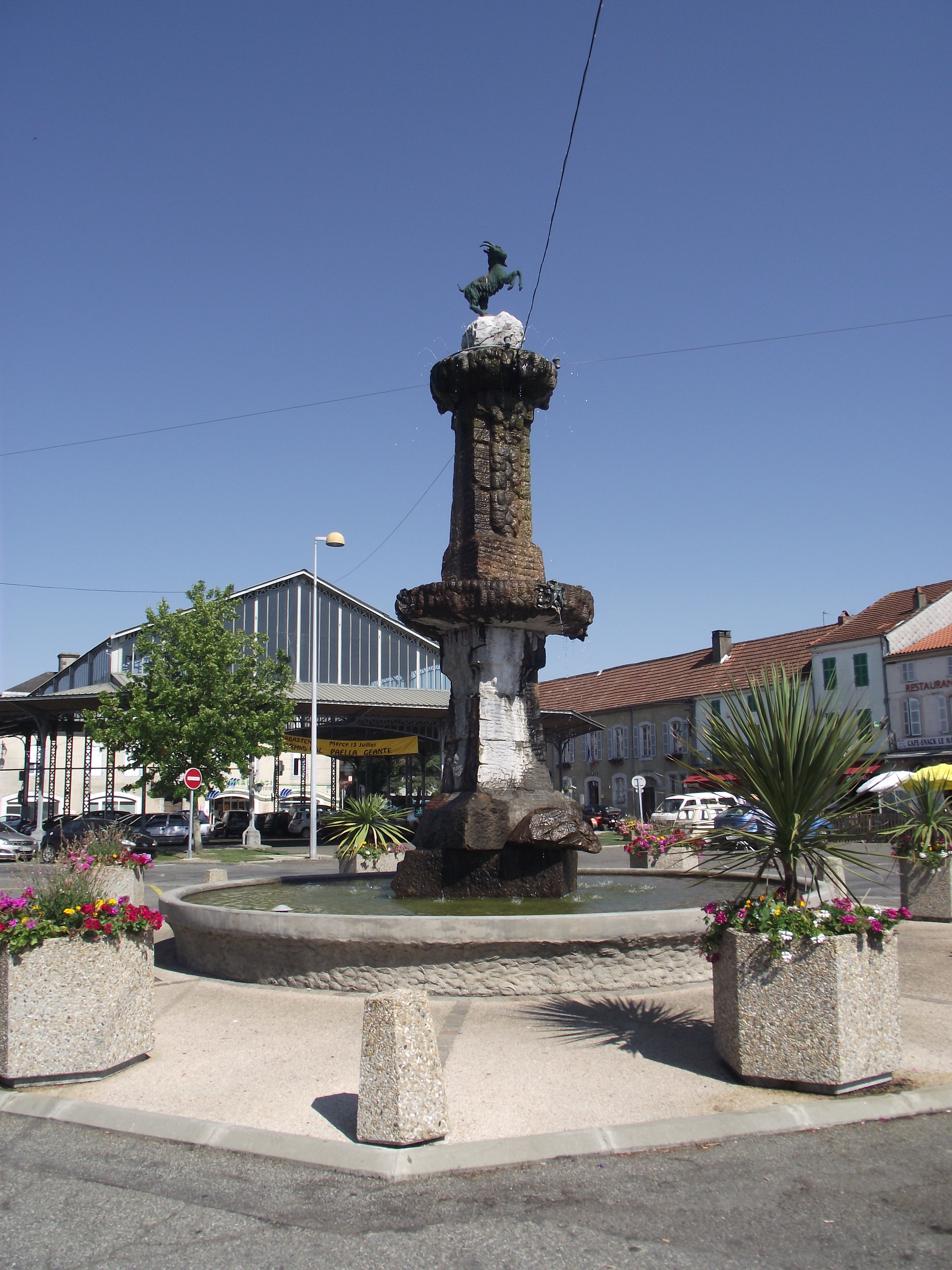
La fontaine.
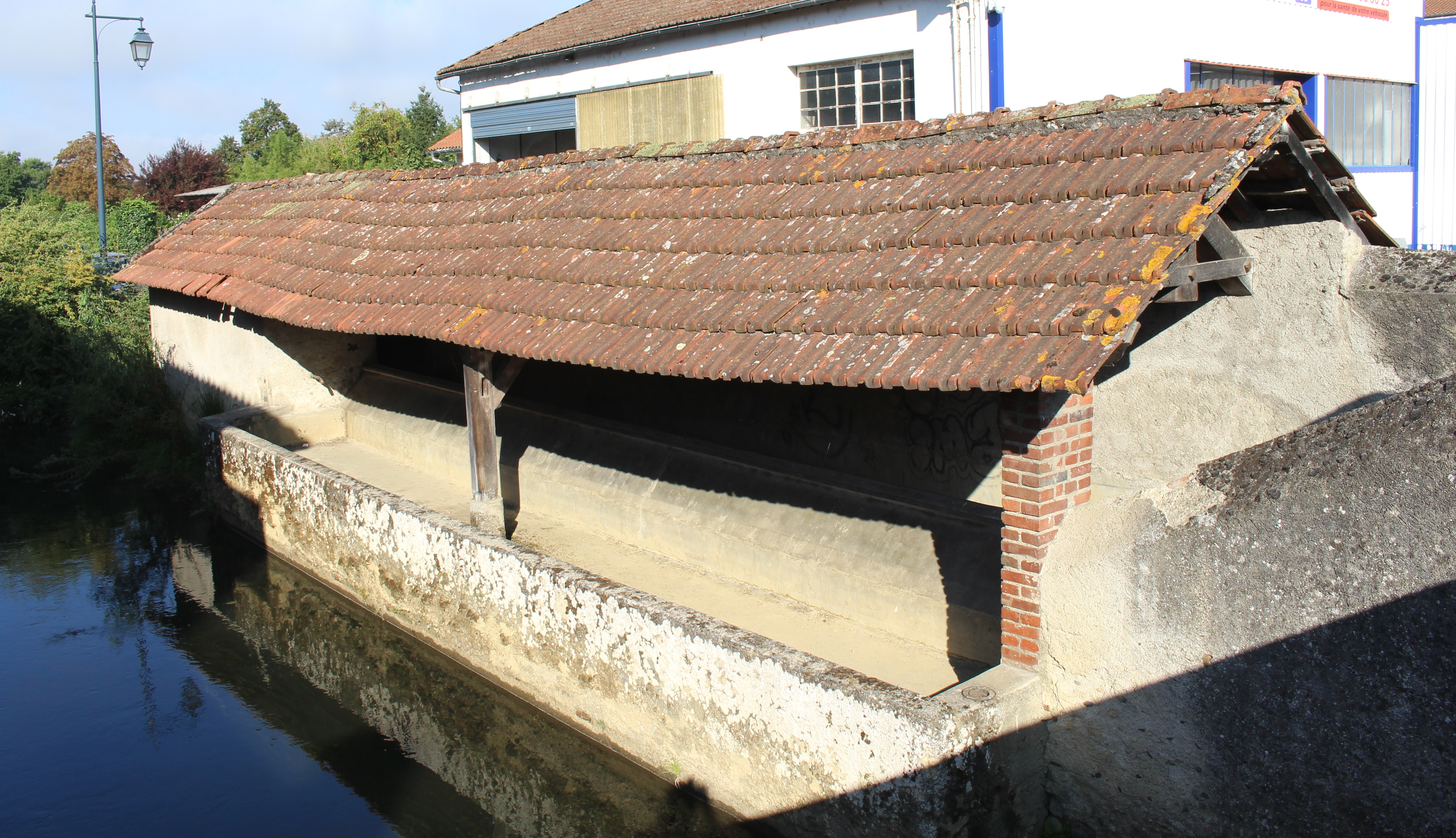
Le lavoir du canal d'Alaric.
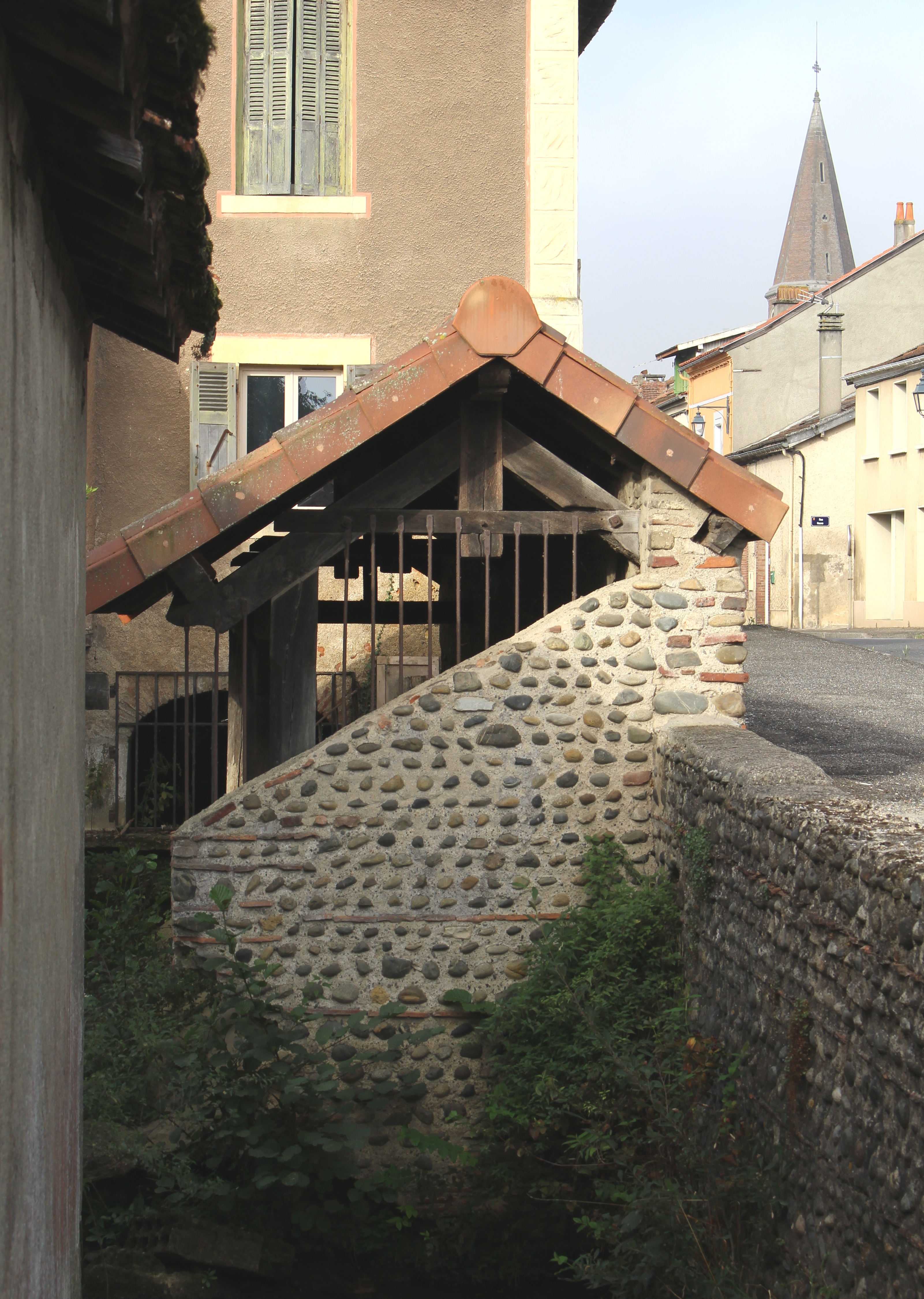
Le lavoir de la rte d'Auch.
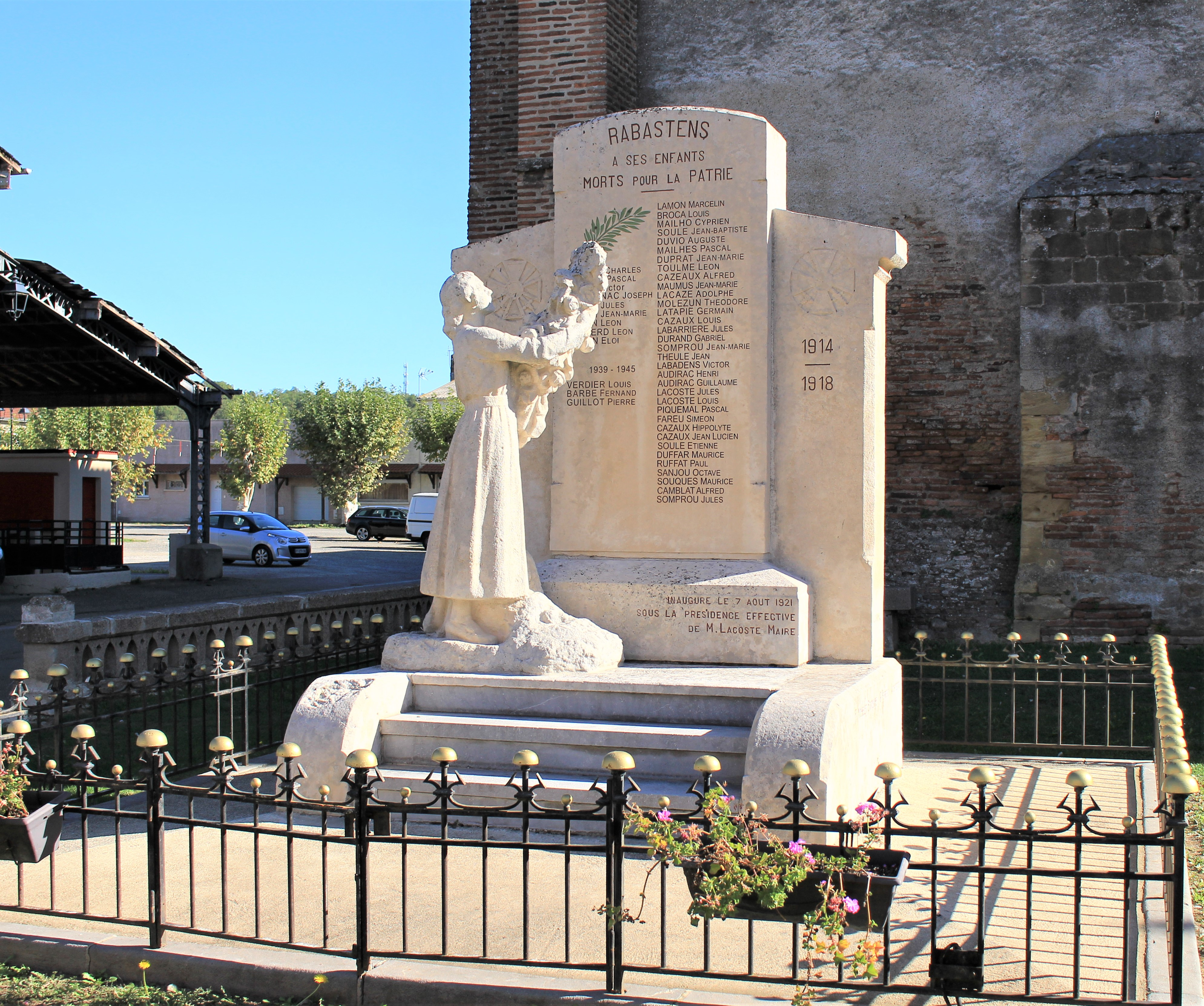
Le monument aux morts municipal.

### Personnalités liées à la commune
Patrie d'Yvette Horner, originaire de Tarbes, qui y a vécu et qui y a reçu ses premières leçons de musique.

### Héraldique
| Blason | Blasonnement : De gueules au chevron d'or accompagné de trois raves d'argent feuillées de sinople, à la fleur de lys d'or brochant en abîme sur le chevron. Commentaires : Ce blason est officiel (vérifié auprès de la mairie). |